# Haidar Abdul-Amir
Haidar Abdul-Amir Hussain (en árabe: حيدر عبد الأمير‎; nacido en Irak, 2 de noviembre de 1982) es un exfutbolista internacional y entrenador de fútbol iraquí que jugaba de defensa. Actualmente es el entrenador del Zakho FC de la Liga Premier de Irak.

## Biografía
Haidar Abdul-Amir empezó su carrera futbolística en su país natal, jugando para el Al-Shorta. Con este equipo conquistó el título de Liga en dos ocasiones: 2001 y 2006.
Luego emigra a Jordania para fichar por el Al-Faisaly (Amán). Gana la Copa de Jordania en 2008. 
Ese mismo año firma un contrato con su actual club, el Shabab Al Ordon.

## Selección nacional
Ha sido internacional con la Selección de fútbol de Irak en 48 ocasiones. Su debut con la camiseta nacional se produjo en 2004.
Con las categorías inferiores jugó la Copa Mundial de Fútbol Juvenil de 2001. Su equipo no pudo pasar de la fase de grupos.
Formó parte del equipo olímpico que llegó a las semifinales en el Torneo masculino de fútbol en los Juegos Olímpicos de Atenas 2004. 
Participó en la Copa Asiática 2004; Haidar Abdul-Amir ganó con su selección en el torneo de 2007, donde disputó cinco partidos.

## Clubes
| Club                        | País     | Año       |
| --------------------------- | -------- | --------- |
| Al-Shorta SC                | Irak     | 1998-1999 |
| Al-Zawraa Sport Club        | Irak     | 1999-2006 |
| Al-Faisaly (Amán)           | Jordania | 2006-2008 |
| Shabab Al Ordon Al Qadisiya | Jordania | 2008-2009 |
| Al-Zawraa Sport Club        | Irak     | 2009-2010 |
| Erbil SC                    | Irak     | 2010-2011 |
| Al-Talaba Sport Club        | Irak     | 2011-2012 |
| Al-Zawraa Sport Club        | Irak     | 2012-2018 |

## Títulos
- 2 Ligas de Irak (Al-Zawraa, 2001 y 2006)
- 1 Copa Asiática (Selección iraquí, 2007)
- 1 Copa de Jordania (Al-Faisaly (Amán), 2008)